# 東京ディズニーリゾートの花火の一覧
東京ディズニーリゾートの花火の一覧（とうきょうディズニーリゾートのはなびのいちらん）は、これまでに東京ディズニーリゾートで公演されてきた花火の一覧と、現在公演されている花火の説明である。なお、年越しカウントダウン関係などパーク特別営業の花火は除く。

## 通常期演目

### ファンタジー・イン・ザ・スカイ
『ファンタジー・イン・ザ・スカイ』
公演情報
公演場所パークワイド
公演時間約6分
公演回数1日1回
開催期間
- 1983年4月23日〜1988年4月14日
22時閉園の日のスターライト開催日のみ実施。（スターライト開催日という表現は1986年から使用された）

### スターライト・ファンタジー
『スターライト・ファンタジー』(Starlight Fantasy) は東京ディズニーランドの5thアニバーサリーに、レーザー光線を使用した夜のショー。
公演情報
公演場所パークワイド
公演時間約6分
公演回数1日1回
開催期間
- 1988年4月15日〜1990年4月14日
22時閉園の日のスターライト開催日のみ実施。（スターライト開催日という表現は1986年から使用された）

使用楽曲
- 1. 東京ディズニーランドのテーマパークをはじめはコーラスにこのあとはインストローメンタル

### スターライト・ファンタジー ファンタジア'90
『スターライト・ファンタジー』(Starlight Fantasy) は東京ディズニーランドの7thアニバーサリーに、レーザー光線を使用した夜のショー。シンデレラ城の上部テラスにミッキーマウスが登場した。ファンタスティック・ナイト・ストーリー・のよう空に、ミッキーの手を上げって、魔法にお使いで、花火が打ち上げられた。マジカルな復活とフィナーレの部分で、星に願いをの歌の花火が打ち上げられた。
公演情報
公演場所パークワイド
公演時間約6分
公演回数1日1回
開催期間
- 1990年4月15日〜1991年4月14日
22時閉園の日のスターライト開催日のみ実施。
途中クリスマスイベント期間中は休演。

使用楽曲
1. 星に願いを

### スターライト・ファンタジー ファンタジア'91
『スターライト・ファンタジー』(Starlight Fantasy) はレーザー光線を使用した夜のショー。シンデレラ城の上部テラスにミッキーマウスが登場した。
公演情報
公演場所パークワイド
公演時間約6分
公演回数1日1回
開催期間
- 1991年4月15日〜1992年4月14日
22時閉園の日のスターライト開催日のみ実施。
途中クリスマスイベント期間中は休演。

使用楽曲
1. テーマパークのアクトラションなど。

### ダンシング・スターライト・ファンタジー'92
『ダンシング・スターライト・ファンタジー』(Dancing Starlight Fantasy) はレーザー光線を使用した夜のショー。シンデレラ城の上部テラスにミッキーマウスが登場した。
公演情報
公演場所パークワイド
公演時間約7分
公演回数1日1回
開催期間
- 1992年4月15日〜 1993年4月14日
22時閉園の日のスターライト開催日のみ実施。
途中クリスマスイベント期間中は休演。
冬期は休演。

使用楽曲
1. Opening Overture
2. ザッツ・エンタテイメント
3. 42ndストリート
4. シング・シング・シング
5. ジャンピング・アット・ザ・ウッドサイド
6. ミッキーマウス・アワ・シャイニング・スター
7. ティコ・ティコ
8. ショウほど素敵な商売はない

### マジック・イン・ザ・スカイ
『マジック・イン・ザ・スカイ』(Magic in the Sky) は東京ディズニーランドの10thアニバーサリーに、「ファンタジア」の曲に合わせてサーチライトとレーザー光線を使用した夜のショー。シンデレラ城の上部テラスにミッキーマウスが登場した。
公演情報
公演場所パークワイド
公演時間約6分
公演回数1日1回
開催期間
- 1993年4月15日〜1994年4月11日
22時閉園の日のスターライト開催日のみ実施。
冬期は休演。

使用楽曲
1. トッカータとフーガ ニ短調 (BWV565)（ヨハン・ゼバスティアン・バッハ）
2. 交響的スケルツォ「魔法使いの弟子」
3. 時の踊り（歌劇「ジョコンダ」(アミルカレ・ポンキエッリ)より）
4. 禿山の一夜（ムソルグスキー）
5. アヴェ・マリア（シューベルト）
6. 交響曲第6番ヘ長調作品68『田園』（ベートーヴェン）
7. トレパック（ロシアの踊り）（チャイコフスキー「くるみ割り人形」より）
8. 花のワルツ（チャイコフスキー「くるみ割り人形」より）

### スターダスト・ファンタジー
『スターダスト・ファンタジー』(Stardust Fantasy) はビッグバンドジャズアレンジのディズニーミュージックに合わせて夜空に打ち上げられた花火のショー。
公演情報
公演場所パークワイド
公演時間約5分
公演回数1日1回
開催期間
- 1994年4月15日〜1995年11月不明
22時閉園の日のスターライト開催日のみ実施。
途中クリスマスイベント期間中は休演。
冬期は休演。

使用楽曲
1. Opening Overture
2. Alice in Wonderland（「ふしぎの国のアリス」より）
3. Be Our Guest（「美女と野獣」より）
4. ベラ・ノッテ（「わんわん物語」より）
5. When You Wish Upon a Star（「ピノキオ」より）
6. ひと足お先に（「アラジン」より）
7. 君のようになりたい（「ジャングル・ブック」より）
8. It's a Small World
9. Prince Ali（「アラジン」より）

### ファンタジー・イン・ザ・スカイ
『ファンタジー・イン・ザ・スカイ』(Fantasy in The Sky) は、オーケストラが演奏するディズニーの曲にのせて夜空を彩る約300発の花火のショーであった。
2001年9月2日には東京ディズニーシーのグランドオープニングスペシャルプレビューのセレモニーにあわせて2001発の花火が打ち上げられた。楽曲は東京ディズニーシー・グランドオープニング・スペシャルナイトの花火と同一の物（ディズニーシー組曲など）が使用された。
公演情報
公演場所パークワイド
公演時間約6分
公演回数1日1回
開催期間
- 1996年4月15日〜2003年7月12日
22時閉園の日のスターライト開催日のみ実施（スターライト開催日という名称は2001年以降は使用されていない。）
以下の期間は休止
  - 冬期
  - クリスマスイベント期間
  - スターライト・マジックを開催していた期間　東京ディズニーランド15thアニバーサリー。
  - スターライト・マジック2000を開催していた期間
  - ミレニアム・シンフォニー・イン・ザ・スカイを開催していた期間
  - ニューセンチュリー・イン・ザ・スカイを開催していた期間

使用楽曲
1. A Dream Is a Wish Your Heart Makes（夢はひそかに） 「シンデレラ」より
2. Let's Go Fly a Kite（タコをあげよう） 「メリー・ポピンズ」より
3. It's a Small World（小さな世界）
4. Mickey Mouse March（ミッキー・マウス・マーチ）〜
5. The Sorcerer's Apprentice（魔法使いの弟子） 「ファンタジア」より
6. Zip-A-Dee-Doo-Dah（ジッパ・ディー・ドゥー・ダー） 「南部の唄」より

### スターライト・マジック
『スターライト・マジック』(Starlight Magic) は、東京ディズニーランド15thアニバーサリーを記念しており、「ファンタジア」を花火とレーザー光線を駆使して再現した花火のショーであった。しかし、鑑賞するにはシンデレラ城前でないと楽しめない。なぜなら、花火公演内容そのものが城を中心にして行われており、他の場所では曲は聞こえても見えない演出もあった。フィナーレの部分ではディズニー・カーニバルが流れると夜空に打ち上げ花火が上がるという花火だった。この花火の楽曲は後に、25周年のランドの夏のショー「スターライト・ドリームス」でも使われている。
マジカルな復活とフィナーレの部分で、シンデレラ城前のステージにディズニーキャラクター（ミッキーマウス、ミニーマウス、ドナルドダック、プルート、グーフィー）が登場するシーンがあった。最後は、打ち上げ花火もある。
公演情報
公演場所パークワイド
公演時間約9分
公演回数1日1回
開催期間
- 1998年7月17日〜1999年3月19日

使用楽曲
1. オープニング・ファンファーレ
2. キエフの大門（組曲『展覧会の絵』ムソルグスキー）
3. 四季
4. キャッスル・イントロダクション
5. 動物の謝肉祭
6. パイロ・ショーケース
7. ロシアの踊り（チャイコフスキー）
8. 四季
9. 花のワルツ（チャイコフスキー）
10. キャッスルの破壊
11. 火星（グスターヴ・ホルスト）
12. マジカルな復活とフィナーレ
13. 火の鳥
14. キエフの大門
15. ディズニーカーニバル

### スターライト・マジック2000
『スターライト・マジック2000』(Starlight Magic Two Thousand) は、スターライトマジックの再演であったがディズニーカーニバルが星に願いをに変更された。ナイト・タイム・スペキュタキュラー・スターライト・マジック2000という夜のスペシャルショーです。 ファンタジアの世界をシンデレラ城を背景に花火と特殊効果によって再現するというショーです。
マジカルな復活とフィナーレの部分で、ディズニーキャラクター（ミッキーマウス、ミニーマウス、ドナルドダック、プルート、グーフィー）が登場するシーンがあった。最後は、夜空の打ち上げ花火もある。
公演情報
公演場所パークワイド
公演時間約9分
公演回数1日1回
開催期間
- 2000年7月21日〜2000年8月31日

使用楽曲
1. オープニング・ファンファーレ
2. キエフの大門
3. 四季
4. キャッスル・イントロダクション
5. 動物の謝肉祭
6. パイロ・ショーケース
7. ロシアの踊り
8. 四季
9. 花のワルツ
10. キャッスルの破壊
11. 火星
12. マジカルな復活とフィナーレ
13. 火の鳥
14. キエフの大門
15. 星に願いを

### ミレニアム・シンフォニー・イン・ザ・スカイ
「ミレニアム・シンフォニー・イン・ザ・スカイ」(Millenium Symphony In The Sky) は、2000年の到来を記念して開催された花火。2000年の幕開けより100日前、50日前、25日前などに特別バージョンが実施され、カウントダウンも実施された。クリスマス期間中も同じ花火であったが、公演終盤はクリスマスソングで公演している。
2000年到来後も2000年12月30日まで開催された。
公演情報
公演場所パークワイド
公演時間約6分
公演回数1日1回
開催期間
- 1999年9月23日〜2000年12月30日 使用楽曲

　「Millenium Symphony In The Sky」宮川彬良作曲
　

### ニューセンチュリー・イン・ザ・スカイ
21世紀の到来を記念して開催された花火、新年期間のみの開催であった。
公演情報
公演場所パークワイド
公演時間約6分
公演回数1日1回
開催期間
- 2001年1月1日〜2月11日

### ブォナセーラ・セレナーデ
『ブォナセーラ・セレナーデ』(Buona Sera Serenade) は、東京ディズニーシーで開催されていた花火の名称。音楽は東京ディズニーランドと異なるが、花火自体は同じ。
開園から2周年イベント前までは公演が公式にアナウンスされていなかった。
公演情報
公演場所パークワイド
公演時間約6分
公演回数1日1回
開催期間
2001年
- 9月4日〜11月3日
- 12月26日〜12月30日

2002年
- 1月1日〜11月3日
- 12月26日〜12月30日

2003年
- 1月1日〜7月19日

使用楽曲
1. 東京ディズニーシー・テーマソング Tokyo DisneySea Theme Song
2. パート・オブ・ユア・ワールド Part of Your World
3. アラビアン・ナイト Arabian Night
4. レイダース・マーチ The Raider's March
5. ストームライダー組曲 StormRider Suite

※使用されていた音源は、『東京ディズニーシー ディズニーシー・シンフォニー』のCDにボーナストラックとして収録されている。

### ディズニーマジック・イン・ザ・スカイ
『ディズニーマジック・イン・ザ・スカイ』(Disney Magic in The Sky) は、冬期やイベント時の休止をのぞいて2003年7月20日から2013年4月14日まで、東京ディズニーランド (TDL)及び東京ディズニーシー (TDS)で開催されていた花火の名称である。ディズニーミュージックにのせて、きらびやかな花火が夜空に打ち上げられる点が特徴的である。TDLとTDSでアナウンスは異なるが、同じ音楽が流され、演目タイトルも同じである。
クリスマスイベント期間中は2009年まで「クリスマスウィッシュ・イン・ザ・スカイ」、2010年以降「スターブライト・クリスマス」の名称で、2009、2010、2012年のハロウィンイベント期間中は「ナイトハイ・ハロウィーン」、2003〜2010年の1〜3月の間は「ウィンターマジック・イン・ザ・スカイ」の名称で公演され、花火の構成、曲目が異なっていた。。
東京ディズニーリゾート25周年の開催期間中は公演が休止となり、休止中は「ドリームス」が開催された。厳密にはプレス向けのプレビューの日からアナウンスは本演目であるが、音楽はドリームスで公演された。
2011年3月11日に発生した東日本大震災が発生後、ランドが4月15日に先立って営業再開したが、本演目は公演無しという形となった。その後、ランドに続き、シーも営業再開したが、公演なしとなった。ディズニーリゾート周辺が地震により、液状化。そのため、打ち上げ場所が液状化などにより、安全が確保できず、修復工事のため、できなくなった。また、7月から8月は夏のイベントのため、例年どおり、公演なしとなった。なお、2011年9月4日より、公演が再開した。
2013年10月、東京ディズニーリゾート30周年アニバーサリーイベント終了後も、同イベント期間公演された花火「ハピネス・オン・ハイ」の公演継続が発表されたため、2013年4月12日、事実上公演終了した。もとより、4月8日から12日までは、「ハピネス・オン・ハイ」のスニークプレビューを実施したため、実質の終了日は4月7日となる。ただし、厳密には終了の公式発表はない。
公演情報
公演場所パークワイド
公演時間4分25秒
公演回数1日1回
開催期間
下記期間の22時閉園日のみ開催、当日の天候やシステム調整などにより開催されなかった日を含む。
2003年
- 7月20日〜11月3日
- 12月26日〜12月27日
- 12月28日〜12月30日（TDSのみ）

2004年
- 1月1日〜1月5日?
- 4月12日〜11月4日
- 12月26日〜12月27日
- 12月28日〜12月30日（TDSのみ）

2005年
- 1月1日〜1月5日?
- 3月19日〜11月6日
- 12月26日〜12月30日（TDSのみ）

2006年
- 1月1日〜1月5日?
- 3月18日〜11月3日
- 12月26日〜12月27日
- 12月28日〜12月29日（TDSのみ）
- 12月30日

2007年
- 1月1日〜1月5日?
- 3月17日〜7月19日
- 9月1日〜11月6日
- 12月26日〜12月27日
- 12月28日〜12月29日（TDSのみ）
- 12月30日

2008年
- 1月1日〜1月6日
- 3月15日〜4月14日

2009年
- 4月15日〜7月7日
- 9月1日〜9月9日
- 11月4日〜11月9日
- 12月26日〜12月30日

2010年
- 1月1日〜3月19日
- 3月20日〜7月7日

2011年
- 1月1日〜3月10日
- 9月4日〜11月6日
- 12月26日〜12月30日

2012年
- 1月1日〜7月8日
- 9月6日〜12月30日

2013年
- 1月1日〜2月24日
- 3月1日〜4月12日

使用楽曲
1. Opening Overture
2. Be Our Guest
3. Bibbidi Bobbidi Boo
4. Step in Time
5. Whistle While You Work
6. Beauty and the Beast
7. You Can Fly! You Can Fly! You Can Fly!
8. Zip-a-Dee-Doo-Dah
9. When You Wish Upon a Star

### ドリームス
『ドリームス』(Dreams) は、東京ディズニーリゾートの25周年を祝って2008年4月15日（当日は強風の為、中止）から2009年4月14日まででどちらかのパークの閉園が21時以降の日に東京ディズニーランド及び東京ディズニーシーで開催されていた花火の名称である。東京ディズニーリゾート25thアニバーサリーのテーマソング「The Dream Goes On」にのせてロマンチックにきらめく色鮮やかな花火が夜空を華麗に彩った。途中間奏部分ではミッキー・ミニーの顔の形とハートマークが打ち上げられるという可愛い仕掛けもあった。花火終了後は「The Dream Goes On（バラードバージョン）」がシンデレラ城のイルミネーション等をバックに流された。クリスマスイベント期間中は「クリスマスウィッシュ・イン・ザ・スカイ」が実施されていた為休演した。しかし、「クリスマスウィッシュ・イン・ザ・スカイ」終了後は25周年ということもあり、「The Dream Goes On（バラードバージョン）」をながしている。また、正式に公演日とはなっていないがカウントダウンイベント (2009) でのカウントが0になった瞬間の花火もドリームスの楽曲を少々アレンジして使用された（花火の内容はカウントダウン特別版）。
公演情報
公演場所パークワイド
公演時間4分25秒
公演回数1日1回
開催期間
2008年
- 4月15日〜7月7日
- 9月1日〜11月6日
- 12月26日〜12月30日

2009年
- 1月1日〜1月6日
- 1月10日、11日、24日、31日
- 2月1日、2日、6日〜9日、11日、13日〜15日
- 2月21日〜4月14日

使用楽曲
- The Dream Goes On

### ハピネス・オン・ハイ
『ハピネス・オン・ハイ』(Happiness on High) は、東京ディズニーリゾートの30周年を祝って2013年4月15日から東京ディズニーランド及び東京ディズニーシーで公演されている花火の名称である。なお、この花火は東京ディズニーリゾート30周年イベント終了後の2014年3月20日以降も開催されている。2016年4月15日から2017年3月17日までは、スカイハイ・ウィッシュを公演するため休演された。はじめはシンデレラ城がきれいに彩られ、ミッキーが「みんなのハピネスがここにあるよ！」といった直後に花火があがるエンターテイメントである。この花火は今まで公演してきた花火とは違い曲中でアナウンスが流れない。東京ディズニーリゾート30周年期間中は公演終了後、両パーク全域で「ハピネス・イズ・ヒア」(Happiness is here)のバラードバージョンが流れた。現在はバラードバージョンは流れていない。両パークの運営時間によっては公演されない日がある。東京ディズニーランドは2018年4月12日、東京ディズニーシーは4月14日をもって終了すると発表されているが、4月10日から「ブランニュードリーム」のスニークプレビューが始まったため、4月9日が最終公演となっている。
公演情報
公演場所パークワイド
公演時間約5分
公演回数1日1回
開催期間
- 2013年
  - 4月15日〜7月7日
  - 9月9日〜12月30日

- 2014年
  - 1月1日〜7月7日
  - 11月1日〜11月6日
  - 12月26日〜12月30日

- 2015年
  - 1月1日〜7月7日
  - 11月2日〜11月6日
  - 9月8日〜12月30日

- 2016年
  - 1月1日〜4月14日

- 2017年
  - 3月18日〜7月9日
  - 9月1日〜9月7日
  - 11月1日〜11月6日
  - 12月26日〜12月30日

- 2018年
  - 1月1日〜4月12日
  - 4月13日〜4月14日（TDSのみ）

使用楽曲
- Happiness is Here
- When you wish upon a Star
- You Can Fly
- I See the light
- A Whole New World

### スカイハイ・ウィッシュ
『スカイハイ・ウィッシュ』(Sky High Wishes) は、東京ディズニーシーの15周年を祝って2016年4月15日から2017年3月17日まで東京ディズニーランド及び東京ディズニーシーで公演された花火の名称である。歌詞は各パーク毎に異なる部分はあるが、楽曲は同一のものを使用している。両パークの運営時間や天候によっては公演されない日がある。
公演情報
公演場所パークワイド
公演時間約5分
公演回数1日1回
開催期間
- 2016年
  - 4月15日〜7月7日
  - 9月1日〜12月30日

- 2017年
  - 1月1日〜3月17日

### ブランニュードリーム
『ブランニュードリーム』(Brand New Dream) は、東京ディズニーリゾートの35周年を祝って2018年4月15日から2019年3月25日まで東京ディズニーランド及び東京ディズニーシーで公演されていた花火の名称である。楽曲は同一のものを使用している。両パークの運営時間や天候によっては公演されない日がある。
公演情報
公演場所パークワイド
公演時間約5分
公演回数1日1回
開催期間
- 2018年
  - 4月15日〜7月8日
  - 9月27日〜12月30日

- 2019年
  - 1月1日〜3月25日

### ディズニー・ライト・ザ・ナイト
『ディズニー・ライト・ザ・ナイト』(Disney Light the Night) は、2019年3月26日から2023年4月14日まで東京ディズニーランド及び東京ディズニーシーで公演していた花火の名称である。
公演情報
公演場所パークワイド
公演時間約5分
公演回数1日1回
開催期間
- 2019年
  - 3月26日〜7月7日
  - 9月2日〜9月9日
  - 11月1日〜11月7日
  - 12月26日〜12月30日

- 2020年
  - 1月1日〜2月28日
  - 9月1日〜12月31日。

- 2021年
  - 1月1日〜1月7日
  - 12月1日〜12月31日

- 2022年
  - 1月1日〜6月30日
  - 9月1日〜9月14日。
  - 11月1日〜11月7日
  - 12月26日〜12月31日

- 2023年
  - 1月1日〜4月14日

### スカイ・フル・オブ・カラーズ
『スカイ・フル・オブ・カラーズ』(Sky Full of Colors) は、東京ディズニーリゾートの40周年を祝って2023年4月15日から東京ディズニーランド及び東京ディズニーシーで公演されている花火の名称である。

## 冬期演目

### ウィンターマジック・イン・ザ・スカイ
『ウィンターマジック・イン・ザ・スカイ』(Winter Magic in The Sky) は、2003年から2010年まで冬の間のみ東京ディズニーランド及び東京ディズニーシーで開催される花火の名称で、普段 開催されている「ディズニーマジック・イン・ザ・スカイ」のウィンターバージョンである。オーケストラが演奏するディズニーの曲にのせて冬の夜空を彩る花火のショーである。
公演情報
公演場所パークワイド
公演時間4分22秒
公演回数1日1回
開催期間
以下の期間で、パークが22時閉園となる日。
- 2003年1月22日〜3月20日
- 2004年1月17日〜4月11日
- 2005年1月17日〜3月18日
- 2006年1月17日〜3月17日
- 2007年1月17日〜3月16日
- 2008年1月17日〜3月14日
- 2010年1月10日、23日、30日〜2月1日、5日〜7日、9日、11日〜14日、20日〜3月19日

使用楽曲
1. オープニング
2. Once Upon a Dream （いつか夢で） 「眠れる森の美女」より
3. So This is Love （これが恋かしら） 「シンデレラ」より
4. Bella Notte（ベラ・ノッテ） 「わんわん物語」より
5. Can You Feel The Love Tonight （愛を感じて） 「ライオン・キング」より
6. A Whole New World （ホール・ニュー・ワールド） 「アラジン」より
7. A Dream is a Wish Your Heart Makes （夢はひそかに） 「シンデレラ」より

## クリスマス演目

### スターダスト・クリスマス
公演情報
公演場所パークワイド
公演時間約5分
公演回数1日1回
開催期間
以下の期間で、パークが22時閉園となる日。
- 1994年クリスマスイベント期間中
- 1995年クリスマスイベント期間中

### クリスマスドリーム・イン・ザ・スカイ
『クリスマスドリーム・イン・ザ・スカイ』(Christmas Dream in The Sky）は、2003年のクリスマス期間中のみ東京ディズニーランド20周年アニバーサリー期間のみ開催された花火の名称で、その後2004年からクリスマス期間中に開催されている「クリスマスウィッシュ・イン・ザ・スカイ」が名称は違うものの、使用曲自体は2003年の「クリスマスドリーム・イン・ザ・スカイ」と同じものを使用している。（曲順も同じ）しかし、若干内容をアレンジしており、異なる。また、演出に限って言えば、2003年の「クリスマスドリーム・イン・ザ・スカイ」ではシンデレラ城をバックに雪の結晶が映し出されるなど演出があったが「クリスマスウィッシュ・イン・ザ・スカイ」にはそのような演出はなく、城をクリスマスカラーにライトアップされるのみとなっている。「クリスマスドリーム・イン・ザ・スカイ」に限って言えば、使用花火は違う種類のものを使っていた。基本的には、クリスマスソングにのせて花火が夜空を華やかに彩るエンターテイメントである。東京ディズニーランドのみの公演で東京ディズニーシーでは公演されていない。
公演場所パークワイド
公演時間約4分30秒
公演回数1日1回
開催期間2003年11月4日〜12月25日
使用楽曲
1. Jingle Bell
2. The Twelve Days Of Christmas
3. Rudolph, The Red-Nosed Reindeer
4. Santa Claus Is Coming To Town
5. Joy To The World
6. Deck The Halls
7. March Of The Wooden Soldiers
8. The First Noel
9. Angels We Have Heard On High
10. We Wish You A Merry Christmas

### クリスマスウィッシュ・イン・ザ・スカイ
『クリスマスウィッシュ・イン・ザ・スカイ』(Christmas Wishes in The Sky) は、2004年からクリスマス期間中のみ東京ディズニーランド及び東京ディズニーシーで開催される花火の名称で、普段 開催されている「ディズニーマジック・イン・ザ・スカイ」のクリスマスバージョンである。クリスマスソングにのせて、花火が夜空を華やかに彩るエンターテイメント。使用曲自体は2003年の「クリスマスドリーム・イン・ザ・スカイ」と同じものを使用している。（曲順も同じ）しかし、若干内容をアレンジしており、異なる。また、演出に限って言えば、2003年の「クリスマスドリーム・イン・ザ・スカイ」ではシンデレラ城をバックに雪の結晶が映し出されるなど演出があったがこの花火にはそのような演出はなく、城をクリスマスカラーにライトアップされるのみとなっている。「クリスマスウィッシュ・イン・ザ・スカイ」に限って言えば、その年その年ごとで若干ではあるが、演出も大掛かりではないものの違う。また、使用する打ち上げ花火も年により、違う種類のものを使っているため、6年間同じ内容というわけではない。また、2009年は東京ディズニーランドで「東京ディズニーランド・クリスマスウィッシュ・イン・ザ・スカイ」とアナウンスされた。
公演情報
公演場所パークワイド
公演時間約4分30秒
公演回数1日1回
開催期間
- 2004年11月5日〜12月25日
- 2005年11月7日〜12月25日
- 2006年11月7日〜12月25日
- 2007年11月7日〜12月25日
- 2008年11月7日〜12月25日
- 2009年11月10日〜12月25日

使用楽曲
1. Jingle Bell
2. The Twelve Days Of Christmas
3. Rudolph, The Red-Nosed Reindeer
4. Santa Claus Is Coming To Town
5. Joy To The World
6. Deck The Halls
7. March Of The Wooden Soldiers
8. The First Noel
9. Angels We Have Heard On High
10. We Wish You A Merry Christmas

### スターブライト・クリスマス
『スターブライト・クリスマス』(Starbright Christmas) は、2010年から開催されているクリスマス期間中の花火である。6年ぶりに花火が新しい演目になった。
公演情報
公演場所パークワイド
公演時間約5分
公演回数1日1回
開催期間
- 2010年11月8日〜12月25日
- 2011年11月7日〜12月25日
- 2012年11月7日〜12月25日
- 2014年11月7日〜12月25日
- 2015年11月9日〜12月25日
- 2017年11月7日〜12月25日
- 2019年11月8日〜12月25日
- 2022年11月8日～12月25日

2020年及び2021年度はクリスマス中止に伴い公演されず通常のライト・ザ・ナイトが公演された
使用楽曲
1. Christmas All Around Us
2. The Christmas Song
3. Christmas Waltz
4. Carol of The Bells
5. Holiday Piece

## ハロウィーン演目

### ナイトハイ・ハロウィーン
『ナイトハイ・ハロウィーン』(Night High Halloween) は、2009年からディズニー・ハロウィーン期間中に東京ディズニーランド及び東京ディズニーシーで開催されている花火の名称である。東京ディズニーランドでは概ね南東方向（シンデレラ城左上、スプラッシュ・マウンテン左上など）、東京ディズニーシーでは概ね北北西（ホテルミラコスタの左上など）に上がる。尚、東京ディズニーランドではイントロが若干カットされている。
また、花火終了後のチェイサー曲として、花火のクライマックスでも流れるオリジナル曲の「Night On Halloween」がバラード調のバージョンで流れる。
2010年のディズニー・ハロウィーンのCDには両パーク共にこの花火の曲が収録されているほか、東京ディズニーランドのCDではチェイサーバージョンのフルコーラスも含まれる。
2011年は、東京ディズニーシーで10周年アニバーサリーイベントBe Magical!の実施に伴い、両パークで本演目は公演されず、「ディズニー・マジック・イン・ザ・スカイ」が公演された。
2013年は東京ディズニーリゾート30周年“ザ・ハピネス・イヤー”に伴い「ハピネス・オン・ハイ」公演されたため本演目は公演されなかった。
2016年は東京ディズニーシー15周年“ザ・イヤー・オブ・ウィッシュ”に伴い「スカイハイ・ウィッシュ」公演されたため本演目は公演されなかった。
2018年は東京ディズニーリゾート35周年“Happiest Celebration!”に伴い「ブランニュードリーム」公演されたため本演目は公演されなかった。
2020年から2021年度はハロウィーン中止に伴い上記のライトザナイトが公演されていたが、2022年度から再び公演された。
公演情報
- 公演場所：パークワイド
- 公演時間：約5分
- 公演回数：1日1回
- 開催期間
  - 2009年9月10日〜11月3日
  - 2010年9月9日〜10月31日
  - 2012年9月7日〜10月31日
  - 2014年9月8日〜10月31日
  - 2015年9月8日〜10月31日
  - 2017年9月8日〜10月31日
  - 2019年9月10日〜10月31日
  - 2022年9月15日〜10月31日

- 使用楽曲
  - This Is Halloween
  - Grim Grinning Ghosts
  - Night On Halloween